# مايك تولبيرغ
مايك تولبيرغ (بالدنماركية: Mike Tullberg)‏ (25 ديسمبر 1985 في الدنمارك - ) هو لاعب كرة قدم دانمركي في مركز الهجوم. لعب مع آرهوس جمناستيك فورينينغ وروت فايس أوبرهاوزن ونادي راندرس ونادي ريجينا وهارت أوف ميدلوثيان وRanders Sportsklub Freja ‏.

## روابط خارجية
- مايك تولبيرغ على موقع قاعدة بيانات كرة القدم.إي يو (الإنجليزية)
- مايك تولبيرغ على موقع بيانات كرة القدم. دي إي (الألمانية)
- مايك تولبيرغ على موقع عالم كرة القدم.نت (الإنجليزية)